# Emmericia narentana
Emmericia narentana is een slakkensoort uit de familie van de Emmericiidae. De wetenschappelijke naam van de soort is voor het eerst geldig gepubliceerd in 1880 door Jules René Bourguignat.